# 榧寺

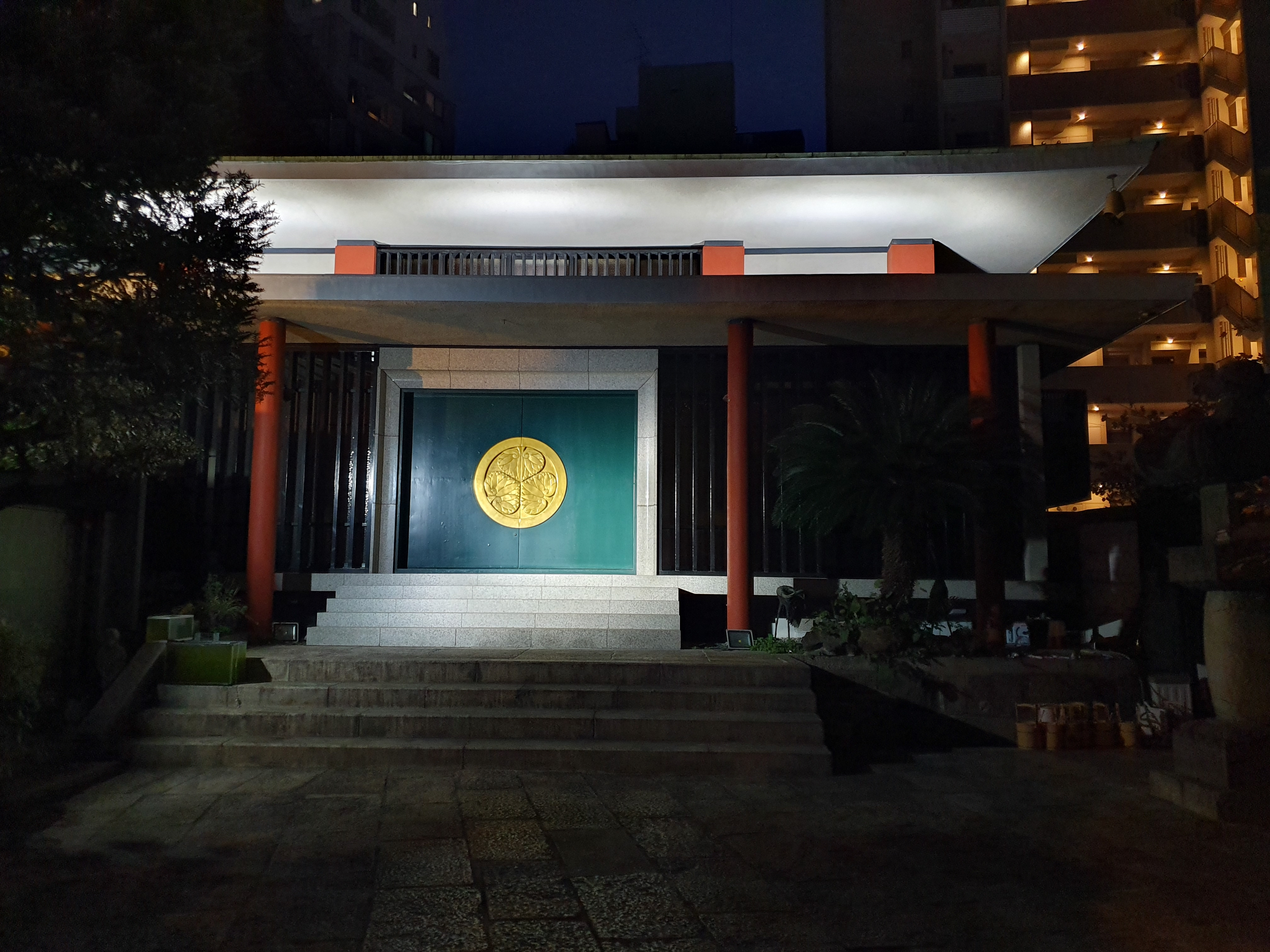
夜間の榧寺。三葉葵の御紋がライトアップされている。

榧寺（かやでら）は、東京都台東区にある浄土宗の寺院。

## 歴史
慶長4年（1599年）、普光観智国師によって開山された。元々は「池中山盈満院正覚寺」という名称であったが、境内に榧の木が茂っており、火災から寺を守ったという逸話から、江戸時代より「榧寺（かやでら）」と呼ばれていた。1952年（昭和27年）に、正式名称も「榧寺」となった。

## お初地蔵
境内には、「お初地蔵」と呼ばれる観音菩薩像がある。これは1922年（大正11年）に児童虐待で折檻死した養子の被害者（当時10歳）を供養するために建てられたものである。加害者の養親は以前より折檻を繰り返し、警視庁より27回も警告・指導を受けていたが、悲劇を食い止めることはできなかった。当寺住職は被害者を哀れんで遺骨を引き取り、「お初地蔵」に納めた。当時は被害者を題材にした芝居や映画も製作されて、多くの人の涙を誘ったという。

## 墓所
多くの文化人などの墓がある。
- 石川雅望（狂歌師）
- 錣山（大相撲力士）
- 二代目勝川春亭（浮世絵師）[3]
- 三代目勝川春亭（同上）
- 竹本綾之助（女義太夫）
- 長谷川如是閑（ジャーナリスト）
- 安井曾太郎（洋画家）

## 交通アクセス
- 蔵前駅A6出口より徒歩1分（経路案内）。